# クルスク市電
クルスク市電（クルスクしでん、ロシア語: Курский трамвай）はロシア連邦の都市・クルスク市内の路面電車。ロシア連邦において3番目に長い歴史を持つ路面電車路線で、2021年現在はトロリーバス（クルスク・トロリーバス）と共にクルスク市が所有する単一企業体のクルスクエレクトロトランス（МУП «Курскэлектротранс»）によって運営されている。

## 歴史
1890年代、人口7万人以上を抱えていたクルスクでは住民の移動手段として公共交通機関が求められていた。これに応えるべく、1895年にクルスク市当局は乗合馬車の導入の検討を開始したが、起伏が多く急勾配が頻発する市内の状況では馬車の導入は難しく、モスクワの技術者であるI.A.リハチェフ（И.А.Лихачева）は当時最先端の交通機関である路面電車の導入を提案した。それを受け、同年にクルスク市当局はこれを受け入れることを決定し、翌1896年に建設・運営を目的としたベルギー・ブリュッセルのクルスク路面電車会社（Курский трамвай）が立ち上げられ、リハチェフも同事業者の理事およびロシア帝国における責任代理人として参加した。
工事は同年の夏から開始され、線路や施設に加えて発電所の建設も実施された。また、開通に備えてベルギー各地の企業で車両の製造も行われた。主要な工事工程は1897年までに完了したが、試運転の開始は翌1898年4月となり、正式な開通日は1898年4月30日（旧暦：4月18日）であった。最初の路線には12箇所の電停が存在し、所要時間は25分だった。
その後、一部区間の延伸は行われたものの、計画されていた路線のすべては完成せず、1917年には乗務員らによる賃金引き上げを求めるストライキが勃発する事態となった。解決にはベルギー大使館も巻き込む形になり、翌1918年には運営組織の国営化が行われたが、同年4月に発電所の燃料不足に伴い路面電車は全線にわたって運行を停止した。以降、ロシア革命の影響もあり路面電車の運休は長期間に及び、大規模な修復を経て運行を再開したのは1924年10月1日となった。
ソビエト連邦（ソ連）の路面電車となったクルスク市電では各方面への延伸が継続して実施された他、複線化工事も進行し、1941年までに総延長は29.5 km、3系統を有する路線網となった。また、同時期には車両の増備も行われ、1940年以降は折り返し用のループ線の整備もあり電動車と付随車の連結運転が恒常的に行われるようになった。第二次世界大戦（大祖国戦争）中、クルスクはナチス・ドイツによって都市が占領され、その間に橋梁を含めた路線の大半が破壊の対象となった。その結果全線にわたって運休を余儀なくされたが、1943年の解放後は破損した路線網や車両の復旧が急速に行われ、1948年までに戦前の路線網に戻った。
一方、1940年代後半からは新規路線の建設も行われており、1949年8月28日に当時の3号線の延伸が実施されたのを皮切りに路線網の拡張が相次ぎ、1956年時点の総延長は47 km、1960年には57.7 kmにまで拡大した他、これに合わせた車庫や変電所の増設も続いた。1973年にはレーニン通り（улице Ленина）の路線が廃止されたものの、以降も郊外への路線を含め多くの路線が開通した。車両については終戦後1960年代までソ連製の電車の導入が継続して行われたが、1970年代以降はチェコスロバキア（現：チェコ）のČKDタトラが製造した標準型車両・タトラT3の増備が行われた。
ソビエト連邦崩壊直後の1995年時点では8系統（1 - 8号線）が存在し、1998年には開通100周年を迎えたが、以降は路線網の縮小が続いており、後述のように2021年現在は4系統のみが運行している。また、2000年代以降線路や施設の修繕工事が進行しているものの、大半の区間における線路や施設の老朽化やそれらの高額な修繕費用も大きな課題となっている。ただしクルスク市民を対象にしたアンケートでは多くの市民が路面電車の廃止を望まず現状の路線網の維持を支持している事が示されており、ロシア連邦当局からの資金援助を受けた改修工事が検討されている。車両については2000年代までロシアの企業が製造した車両の導入が行われた一方、2010年代以降はプラハ市電やモスクワ市電からの譲渡車両も使用されている。

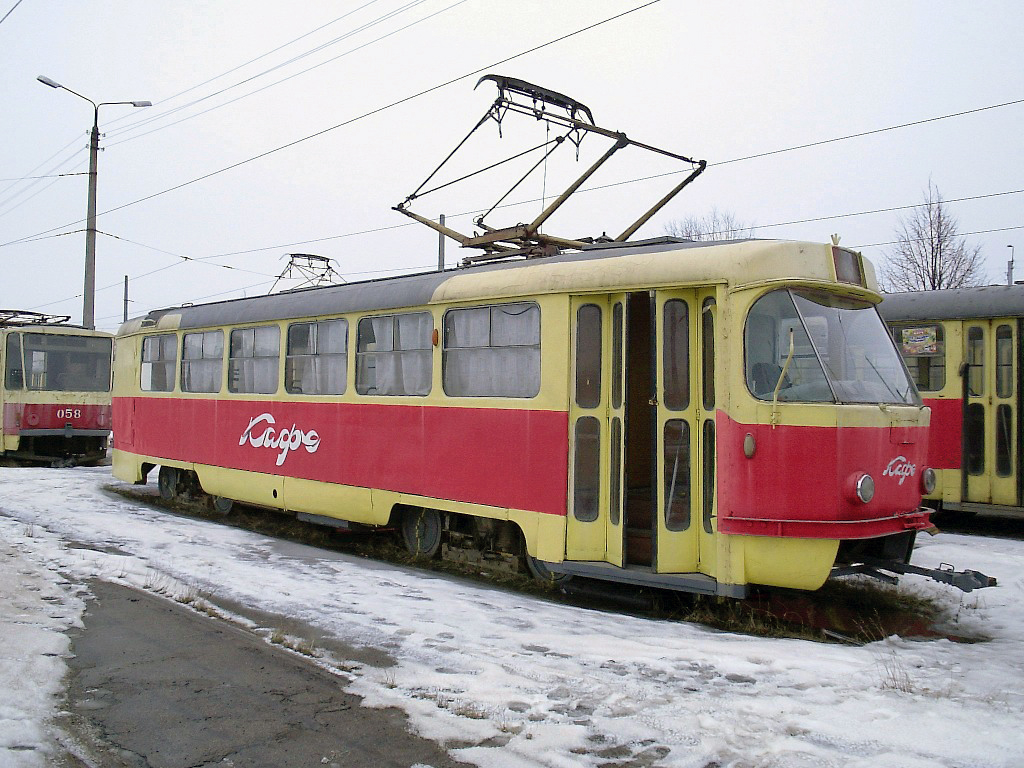
タトラT3は1970年代から大量導入が実施された（2007年撮影）

## 運用
2021年現在、クルスク市電では以下の4系統が運行しており、基本運賃は17ルーブルに設定されている。
| 系統番号 | 起点       | 終点         | 営業キロ | 所要時間 | 備考・参考 |
| -------- | ---------- | ------------ | -------- | -------- | ---------- |
| 1        | Хлебозавод | Завод АПЗ-20 | 17km     | 43分     | [ 19 ]     |
| 2        | Автовокзал | Ж/д вокзал   | 24km     | 60分     | [ 20 ]     |
| 3        | Автовокзал | Малышева     | 19km     | 49分     | [ 21 ]     |
| 4        | Ж/д вокзал | Ольховская   | 28km     | 70分     | [ 22 ]     |

## 車両

### 現有車両

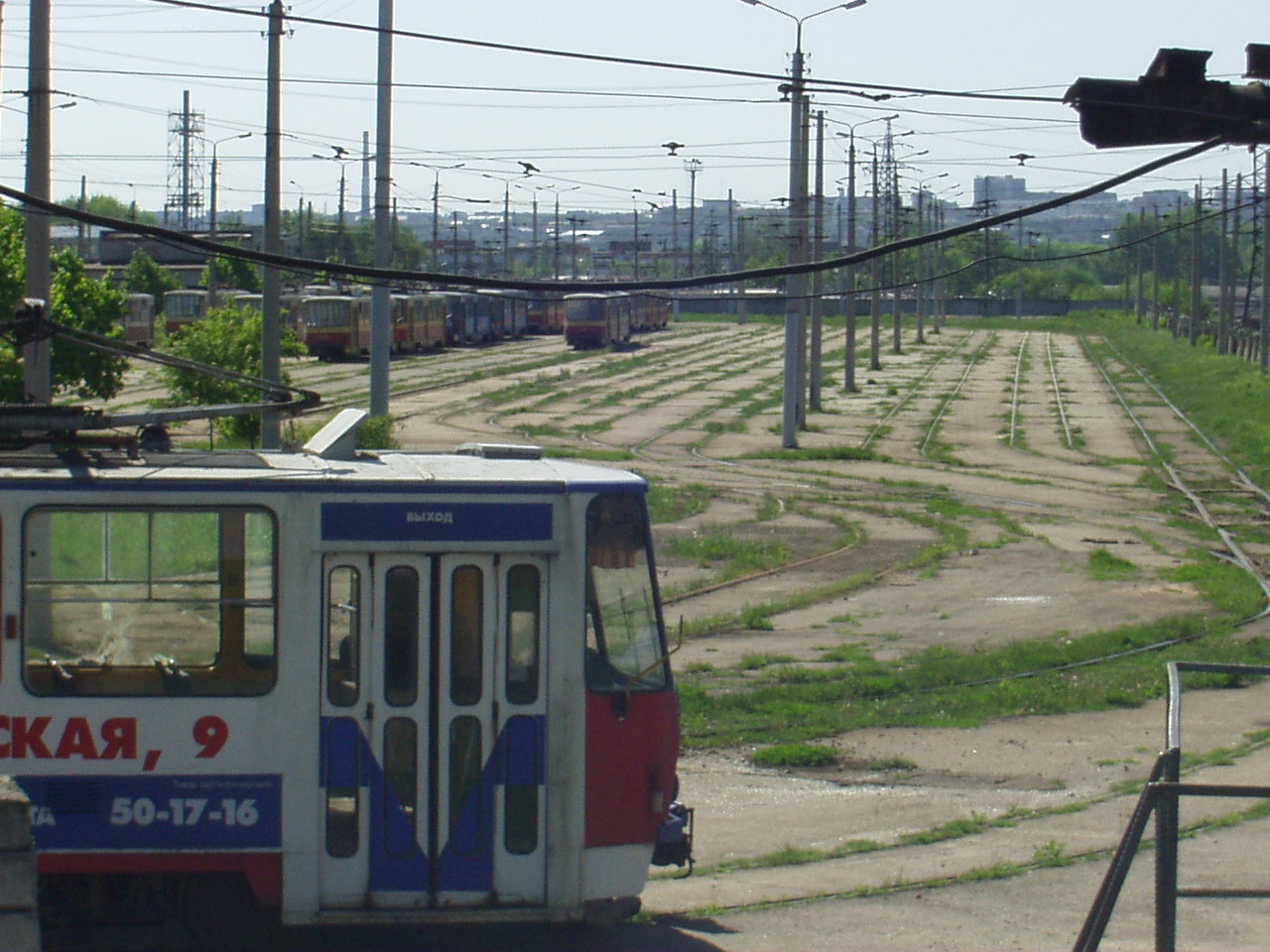
クルスク市電の車庫（2002年撮影）

2021年現在、クルスク市電に在籍する営業用車両は以下の通り。2023年末以降は老朽化した従来の車両の置き換え用として超低床電車の71-911EM "ライオネット"の納入が進んでおり、合計22両が導入される事になっている。これらに加えて、開業100周年を翌年に控えた1997年に除雪車を改造し、開通初期の車両を模した新規製造車体に載せ替えたレトロ調車両が在籍しており、団体・観光輸送に使用されている。
| 車両形式   | 車両形式     | 導入初年 | 両数 (2024年6月現在) | 備考・参考                                |
| ---------- | ------------ | -------- | -------------------- | ----------------------------------------- |
| タトラT3   | タトラT3SUCS | 2012年   | 5両                  | プラハ市電からの譲渡車両 全車運用離脱中   |
| タトラT3   | MTTCh        | 2021年   | 18両                 | モスクワ市電からの譲渡車両 全車運用離脱中 |
| タトラT6B5 | タトラT6B5SU | 1987年   | 5両                  | 全車運用離脱中                            |
| 71-403     | 71-403       | 2007年   | 1両                  | 運用離脱中                                |
| 71-619     | 71-619A      | 2018年   | 1両                  | モスクワ市電からの譲渡車両 全車運用離脱中 |
| 71-911     | 71-911EM     | 2023年   | 7両                  | 超低床電車                                |

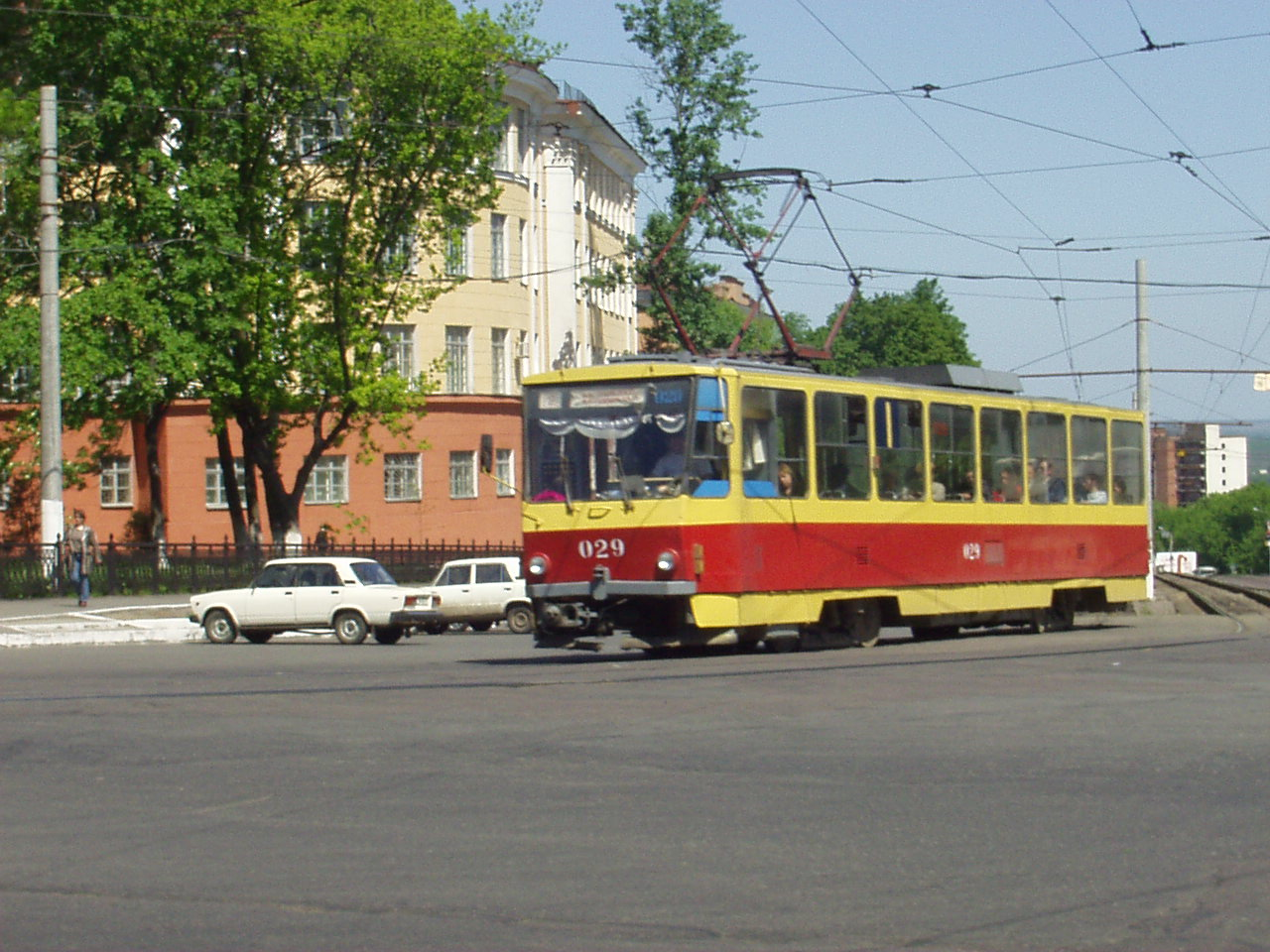
タトラT6B5（2002年撮影）
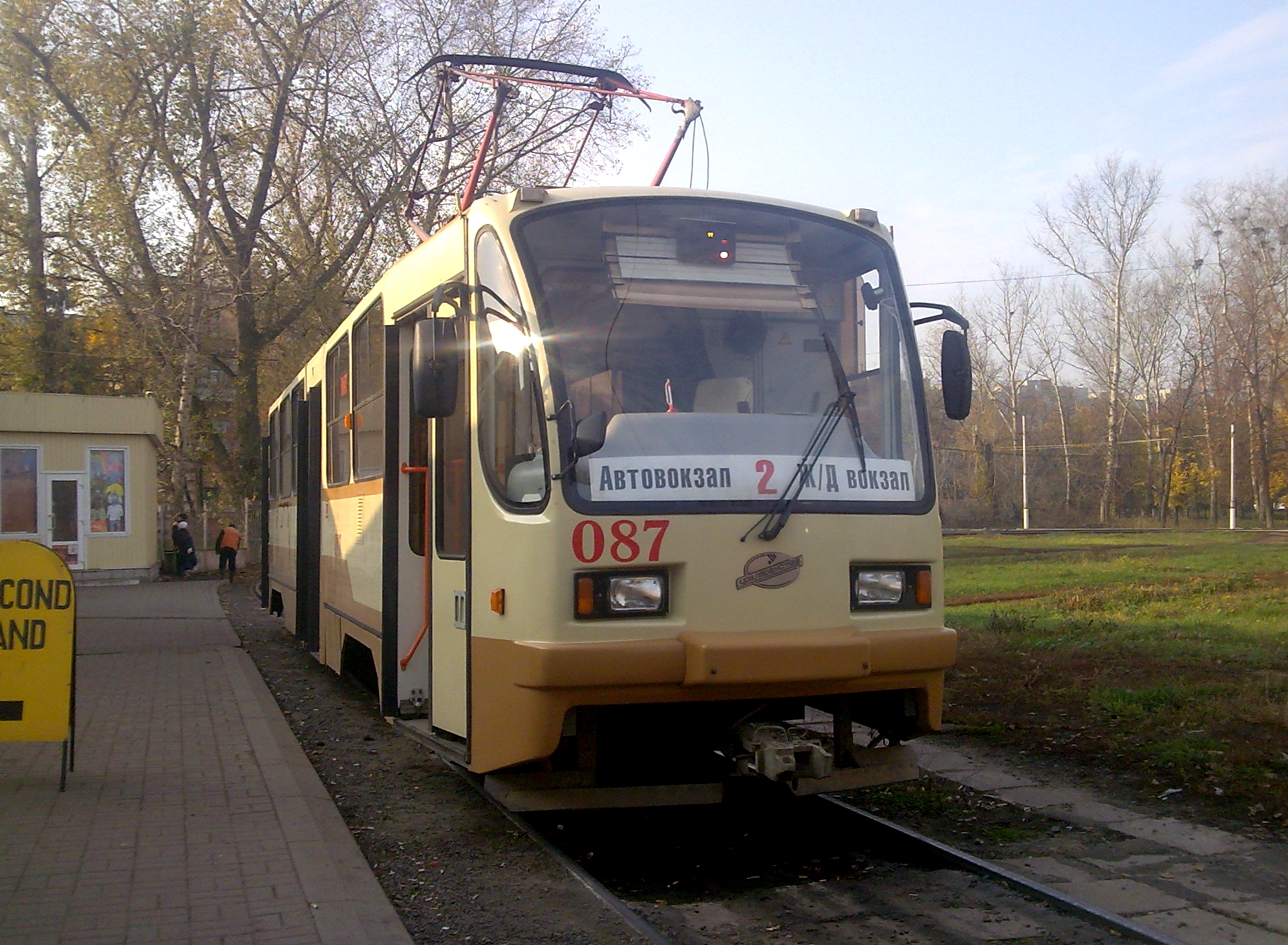
71-403（2008年撮影）
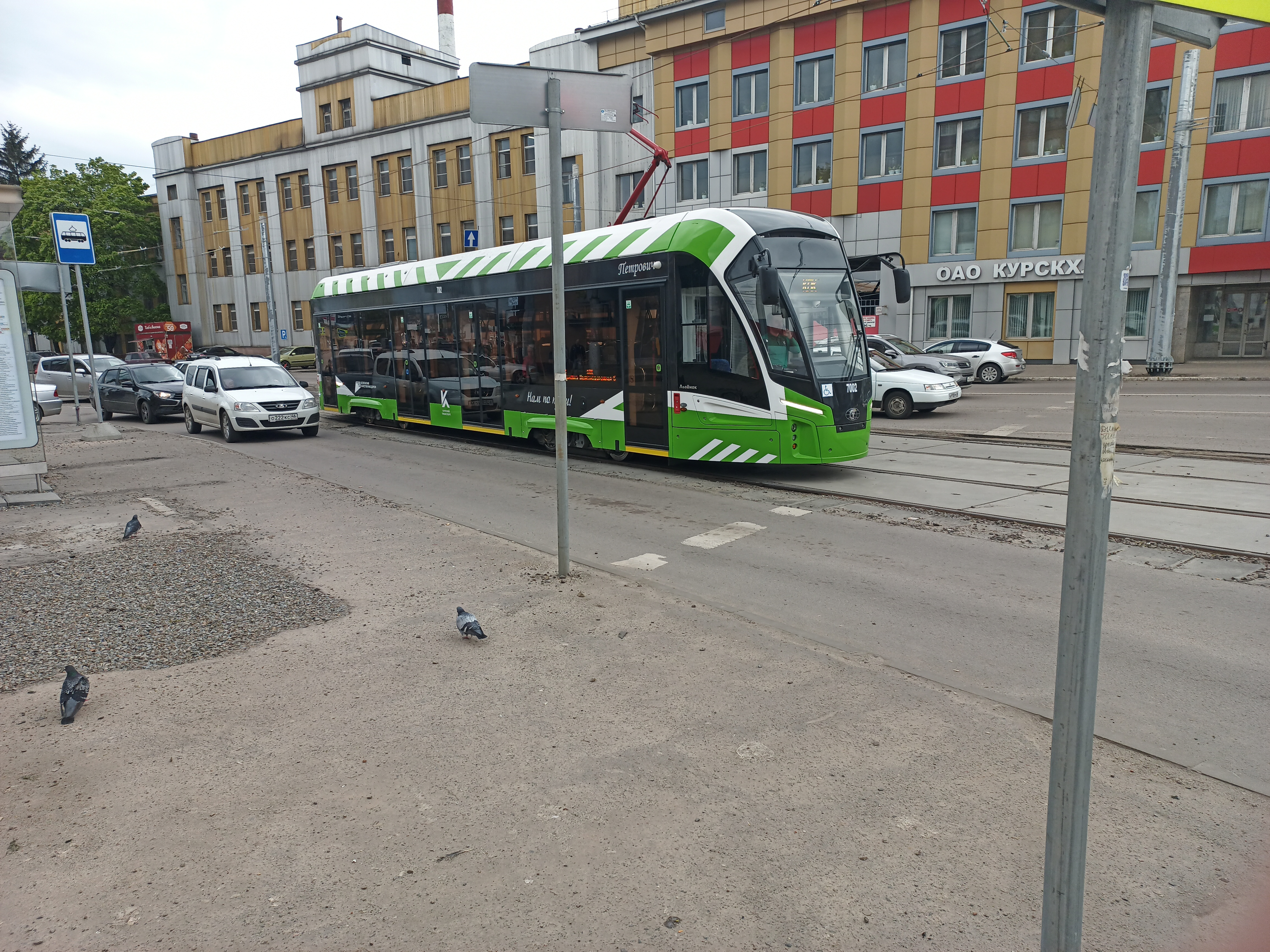
71-911EM（2024年撮影）
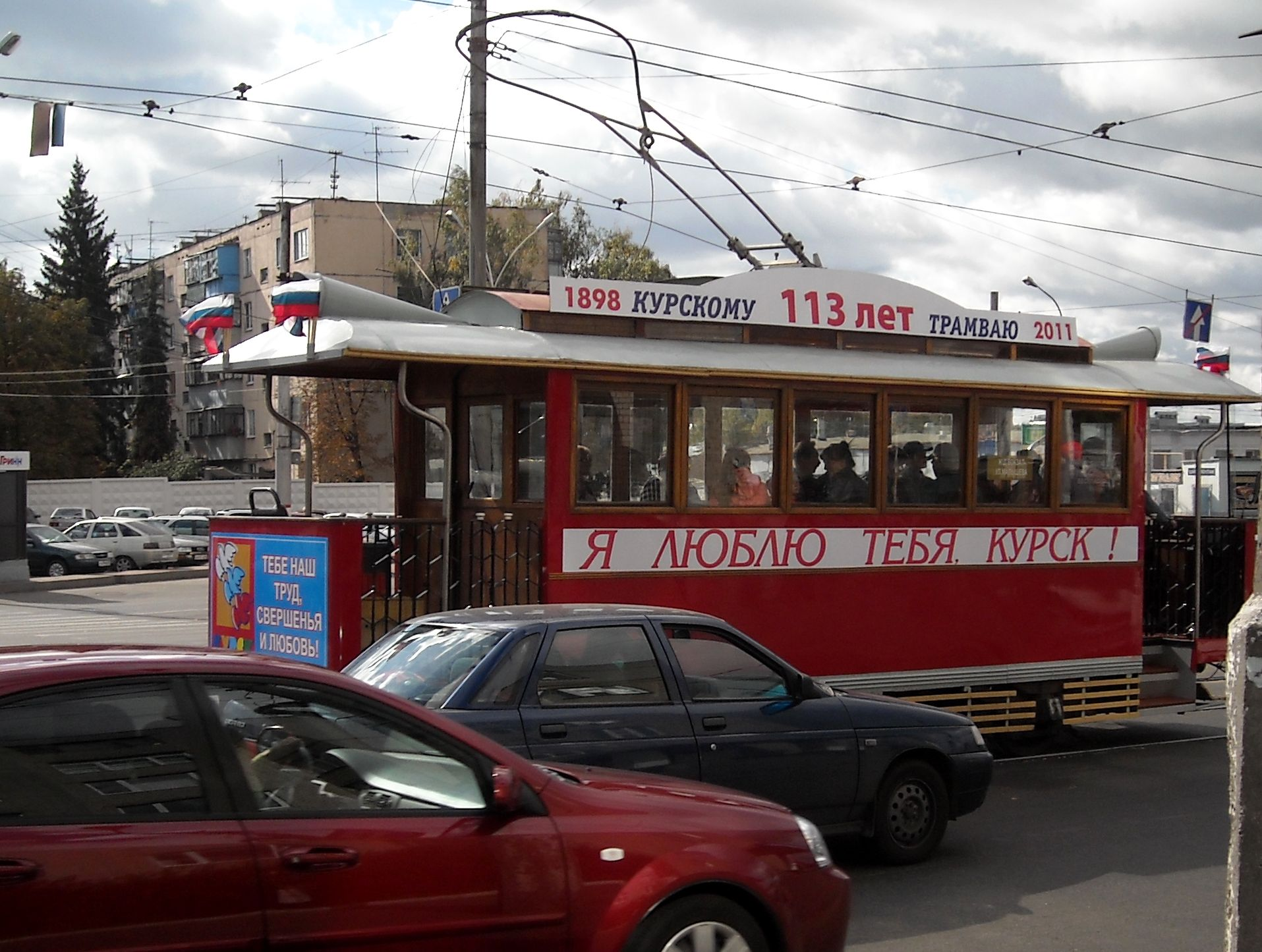
レトロ調車両（2011年撮影）

### 過去の車両
| 車両形式        | 車両形式          | 導入初年 | 廃車年 | 備考・参考                                  |
| --------------- | ----------------- | -------- | ------ | ------------------------------------------- |
| ベルギー製2軸車 | ベルギー製2軸車   | 1898年   | 1930年 | 電動車、付随車が存在                        |
| Kh              | Kh                | 1930年   | 1967年 | 2軸車 電動車                                |
| M               | M                 | 1930年   | 1967年 | 2軸車 付随車                                |
| MC-1            | MC-1              | 1943年   | 1967年 | 2軸車 電動車                                |
| MTV-82          | MTV-82            | 1952年   | 1973年 | ボギー車                                    |
| RVZ-6           | RVZ-6             | 1962年   | 1970年 | ボギー車 タトラT3SUの導入に伴い他都市へ譲渡 |
| タトラT3        | タトラT3SU(2扉車) | 1966年   | 2011年 | [ 23 ]                                      |
| タトラT3        | タトラT3SU(3扉車) | 1976年   | 2022年 |                                             |

## 今後の予定
2023年以降、クルスク市電では持株会社のモヴィスタ・レギオン（Мовиста Регионы）からの融資を受けて、線路や施設、変電所の更新の大規模な修繕・更新が行われている。

## 参考資料
- А.В. Настенко (2018). Путь через три века. К 120-летию Курского трамвая. Музей Курского городского электрического транспорта 2021年10月24日閲覧。